# 토니 쿠코치
토니 쿠코치(크로아티아어: Toni Kukoč, 1968년 9월 18일~)는 크로아티아의 농구 선수이다.